# FIVB World Tour 1997 der Frauen
Die FIVB World Tour 1997 der Frauen bestand aus acht Open und der ersten von der Fédération Internationale de Volleyball organisierte  Weltmeisterschaft. Gastgeber der Beachvolleyball-Turnierserie waren Brasilien, Australien, Italien, Frankreich, Portugal, Japan, die Südkorea und die Vereinigten Staaten, die die Welttitelkämpfe in Zusammenarbeit mit dem Weltverband in Los Angeles ausrichteten. Tour Champions wurden die Brasilianerinnen Shelda Bede und Adriana Behar. Beim Event in Frankreich und bei der WM wurde zum ersten Mal der einfache KO-Modus getestet.

## Turniere

### Rio de Janeiro Open (13. bis 16. Februar)
| Platz | Team                                |
| ----- | ----------------------------------- |
| 1     | Mônica Rodrigues / Adriana Samuel   |
| 2     | Lisa Arce / Holly McPeak            |
| 3     | Sandra Pires / Jackie Silva         |
| 4     | Shelda Bede / Adriana Behar         |
| 5     | Maike Friedrichsen / Danja Müsch    |
| 5     | Karrie Poppinga / Angela Rock       |
| 7     | Nat Cook / Kerri Pottharst          |
| 7     | Adriana Bento / Karina Lins e Silva |

Mônica und Adriana Samuel hießen die ersten Gewinnerinnen der Tour 1997. Zweite wurden Arce / McPeak. Im kleine Finale behielten die Gesamtsiegerin des Vorjahres die Oberhand über Shelda / Adriana Behar.

Einziges Duo aus dem deutschen Sprachraum waren Danja Müsch und Maike Friedrichsen. Sie belegten den geteilten fünften Rang.

### Melbourne Open (13. bis 16. März)
| Platz | Team                                 |
| ----- | ------------------------------------ |
| 1     | Sandra Pires / Jackie Silva          |
| 2     | Shelda Bede / Adriana Behar          |
| 3     | Lisa Arce / Holly McPeak             |
| 4     | Karrie Poppinga / Angela Rock        |
| 5     | Mônica Rodrigues / Adriana Samuel    |
| 5     | Barbra Fontana / Linda Hanley        |
| 7     | Nat Cook / Kerri Pottharst           |
| 7     | Danalee Bragado / Christine Schaefer |

Das Spiel um den dritten Platz in Brasilien wurde zum Finale von Melbourne mit dem gleichen Resultat. Die Zweiten aus Rio erkämpften in Australien Bronze gegen Poppinga / Rock.
Müsch / Friedrichsen wurden in der größten Stadt des kleinsten Kontinents Neunte, die Schweizerinnen Kölliker / Neeser belegten den geteilten siebzehnten Platz.

### Pescara Open (4. bis 6. Juli)
| Platz | Team                                 |
| ----- | ------------------------------------ |
| 1     | Lisa Arce / Holly McPeak             |
| 2     | Shelda Bede / Adriana Behar          |
| 3     | Sandra Pires / Jackie Silva          |
| 4     | Barbra Fontana / Nancy Reno          |
| 5     | Nat Cook / Kerri Pottharst           |
| 5     | Eva Celbová / Soňa Nováková          |
| 7     | Laura Bruschini / Annamaria Solazzi  |
| 7     | Danalee Bragado / Christine Schaefer |

USA gegen Brasilien hieß es sowohl im Spiel um Gold als auch in der Begegnung um Bronze. Lisa Arce / Holly McPeak setzten sich im Endspiel gegen Shelda Bede / Adriana Behar durch, während im kleinen Finale die Brasilianerinnen die Oberhand behielten.

Friedrichsen / Müsch wurden wie in Melbourne Neunte, während das zweite deutsche Paar Michaela Vosbeck / Silke Meyer sich den siebzehnten Rang mit den besten Schweizerinnen Denise Kölliker / Katja Neeser und sechs weiteren Paaren teilte.

### Marseille Open (24. bis 26. Juli)
| Platz | Team                              |
| ----- | --------------------------------- |
| 1     | Shelda Bede / Adriana Behar       |
| 2     | Lisa Arce / Holly McPeak          |
| 3     | Mônica Rodrigues / Adriana Samuel |
| 4     | Nat Cook / Kerri Pottharst        |
| 5     | Barbra Fontana / Linda Hanley     |
| 5     | Maike Friedrichsen / Danja Müsch  |
| 5     | Liane Fenwick / Pauline Manser    |
| 5     | Danalee Bragado / Marla O’Hara    |

Die Finalistinnen von Pescara tauschten die Plätze, während die Siegerinnen von Rio sich den dritten Platz sicherten. Ins Halbfinale schafften es außerdem Cook / Pottharst.
Maike Friedrichsen / Danja Müsch erreichten das Viertelfinale. Die besten Schweizerinnen waren wie bisher immer Köllicker / Neeser als Siebzehnte.

### Espinho Open (1. bis 3. August)
| Platz | Team                                  |
| ----- | ------------------------------------- |
| 1     | Mônica Rodrigues / Adriana Samuel     |
| 2     | Shelda Bede / Adriana Behar           |
| 3     | Sandra Pires / Jackie Silva           |
| 4     | Liz Masakayan / Elaine Youngs         |
| 5     | Maike Friedrichsen / Danja Müsch      |
| 5     | Yukiko Takahashi / Mika Saiki         |
| 7     | Rebekka Kadijk / Debora Schoon-Kadijk |
| 7     | Daniela Gattelli / Lucilla Perrotta   |

Die ersten Spielerinnen, die zwei Titel im laufenden Jahr gewinnen konnten, waren Mônica Rodrigues und Adriana Samuel. Da Shelda / Adriana Behar Zweite und Pires / Silva Dritte wurden, war es auch das erste Mal, dass ausschließlich Duos aus Brasilien auf dem Podest standen. Zum ersten Mal ins Semifinale schafften es außerdem Masakayan / Youngs.

Zum dritten Mal Fünfte wurden Maike Friedrichsen und Danja Müsch. Ulrike Schmidt und Gudula Staub belegten den dreizehnten Rang vor Barbara Egger Bossi und Cornelia Gerson, die diesmal als Siebzehnte beste Eidgenossinnen wurden.

### Osaka Open (8. bis 10. August)
| Platz | Team                                   |
| ----- | -------------------------------------- |
| 1     | Mônica Rodrigues / Adriana Samuel      |
| 2     | Maike Friedrichsen / Danja Müsch       |
| 3     | Shelda Bede / Adriana Behar            |
| 4     | Sandra Pires / Jackie Silva            |
| 5     | Nat Cook / Kerri Pottharst             |
| 5     | Eva Celbová / Soňa Nováková            |
| 7     | Laura Bruschini / Annamaria Solazzi    |
| 7     | Angela Clarke / Annette Huygens Tholen |

Rodrigues / Samuel zum dritten Mal ganz oben auf dem Treppchen und zwei weitere brasilianische Teams in der Vorschlussrunde lautete das Resultat der japanischen Open. Den totalen Triumph der Südamerikanerinnen verhinderten Friedrichsen / Müsch mit ihrer ersten Finalteilnahme. Shelda und Adriana Behar komplettierten das Stockerl. Pires / Silva blieben ohne Medaille.

 
Siebzehnte wurden wie schon häufig zuvor Denise Kölliker / Katja Neser.

### Pusan Open (15. bis 17. August)
| Platz | Team                              |
| ----- | --------------------------------- |
| 1     | Lisa Arce / Holly McPeak          |
| 2     | Mônica Rodrigues / Adriana Samuel |
| 3     | Nat Cook / Kerri Pottharst        |
| 4     | Shelda Bede / Adriana Behar       |
| 5     | Adriana Bento / Ana Richa         |
| 5     | Siomara de Souza / Magda Lima     |
| 7     | Eva Celbová / Soňa Nováková       |
| 7     | Angela Clarke / Tania Gooley      |

Erst zum zweiten Mal gewann kein brasilianisches Duo das Turnier und zum zweiten Mal waren es Lisa Arce und Holly McPeak, die den Sieg errangen. Zum dritten Mal in Folge gelangten Mônica  und Adriana Samuel ins Endspiel. Ihren ersten Podestplatz sicherten sich Cook / Pottharst. Für Shelda und Adriana Behar blieb nur der vierte Rang.

Weder aus Deutschland noch aus der Schweiz war ein Team in Südkorea.

### Weltmeisterschaft in Los Angeles (10. bis 13. September)
siehe auch Hauptartikel Beachvolleyball-Weltmeisterschaft 1997
| Platz | Team                              |
| ----- | --------------------------------- |
| 1     | Sandra Pires / Jackie Silva       |
| 2     | Lisa Arce / Holly McPeak          |
| 3     | Shelda Bede / Adriana Behar       |
| 3     | Karolyn Kirby / Nancy Reno        |
| 5     | Mônica Rodrigues / Adriana Samuel |
| 5     | Barbra Fontana / Linda Hanley     |
| 5     | Liz Masakayan / Elaine Youngs     |
| 5     | Siomara de Souza / Magda Lima     |

| Platz | Team                                  |
| ----- | ------------------------------------- |
| 9     | Nat Cook / Kerri Pottharst            |
| 9     | Maike Friedrichsen / Danja Müsch      |
| 9     | Adriana Bento / Ana Richa             |
| 9     | Karrie Poppinga / Angela Rock         |
| 9     | Rebekka Kadijk / Debora Schoon-Kadijk |
| 9     | Krista Blomquist / Christine Schaefer |
| 9     | Laura Bruschini / Annamaria Solazzi   |
| 9     | Eva Celbová / Soňa Nováková           |

Die erste WM war ein Event der Ungereimtheiten. Das fing mit dem Austragungsort und dem Belag der Spielfelder an. Die Amerikaner hatten den Wettbewerb nach Los Angeles geholt, weil dort die Anfänge des Beachvolleyballs waren. Warum das Turnier nicht an einem der kilometerlangen Strände der Stadt, sondern auf den Tennisplätzen der University of California stattfinden musste, wird wohl für immer das Geheimnis der Veranstalter bleiben. Ein Viertel der Startplätze wurde für die heimischen Athletinnen reserviert. Das sorgte für Ärger bei den anderen Nationen.
In der Qualifikation besiegten Michaela Grohmann und Brigitte Lohse zunächst die Schweizerinnen Katja Neser / Evelyne Schneiter, scheiterten anschließend jedoch im innerdeutschen Duell an Ulrike Schmidt und Gudula Staub. Die mussten nach der Niederlage in der ersten Hauptrunde gegen die Bronzemedaillengewinnerinnen Karolyn Kirby und Nancy Reno die Heimreise antreten. Maike Friedrichsen und Danja Müsch, die für das Hauptfeld gesetzt waren, verloren nach dem Sieg gegen Hashimoto / Saiki aus Japan gegen die Brasilianerinnen Siomara de Souza / Magda Lima, waren aber trotzdem als Achtelfinalistinnen das beste deutsche Team, denn auch keines der vom DVV nominierten Männderteams überstand die erste Hauptrunde.

Die in der Runde der letzten Acht erfolgreichen Kirby / Reno verloren ihr Halbfinale gegen ihre Landsfrauen Lisa Arce und Holy McPeak, während in der brasilianischen Semifinalbegegnung Jackie Silva und Sandra Pires gegen Shelda Bede / Adriana Behar die Oberhand behielten. Da der dritte Platz nicht ausgespielt wurde, erhielten beide Verliererduos die Bronzemedaille. Das Finale gewannen Pires und Silva in drei Sätzen, obwohl sie im zweiten Durchgang total von der Rolle waren und nur einen einzigen Punkt gemacht hatten.

### Salvador Open (30. Oktober bis 2. November)
| Platz | Team                                |
| ----- | ----------------------------------- |
| 1     | Shelda Bede / Adriana Behar         |
| 2     | Lisa Arce / Holly McPeak            |
| 3     | Sandra Pires / Jackie Silva         |
| 4     | Mônica Rodrigues / Adriana Samuel   |
| 5     | Liz Masakayan / Elaine Youngs       |
| 5     | Gerusa Da Costa / Rejane Secches    |
| 7     | Barbra Fontana / Nancy Reno         |
| 7     | Laura Bruschini / Annamaria Solazzi |

Der Showdown des Jahres versprach noch einmal absolute Hochspannung, denn die besten vier Teams der Saison erreichten die Vorschlussrunde. Dort siegten Behar / Shelda gegen Silva / Pires mit 15:7, während Samuel / Monica nur knapp mit 14:16 McPeak / Arce unterlagen und danach auch das Spiel um den dritten Platz mit dem gleichen Resultat gegen die Weltmeisterinnen verloren. Die Zweiten der WM wurden auch Zweite beim Saisonabschluss. Durch den Dreisatzsieg im Finale gegen die US-Amerikanerinnen (9:12, 12:10, 12:8) sicherten sich die siegreichen Brasilianerinnen sowohl die Goldmedaille als auch den Gesamtsieg der 97er World Tour.
Maike Friedrichsen und Danja Müsch wurden in Brasilien Neunte. Die beiden anwesenden Schweizer Beachpaare teilten sich mit anderen Duos den 25. Rang.

## Auszeichnungen
| FIVB Tour Champion | Shelda Bede / Adriana Behar |